# Gmunden
Gmunden este un oraș în Austria, landul Austria Superioară (Oberösterreich).

## Personalități născute aici
- Elsa Bruckmann (1865 - 1946), aristocrată;
- Marie Louise de Hanovra (1879 - 1948), prințesă;
- Alexandra de Hanovra (1882 - 1963), prințesă;
- Conchita Wurst (n. 1988), cântăreț participant la Eurovision.